# Palazzo di Nocera

Palazzo di Nocera in Neapel

Der Palazzo di Nocera ist ein Palast aus dem 19. Jahrhundert im Viertel Secondigliano in Neapel in der italienischen Region Kampanien. Er liegt am Corso Secondigliano, 264. Zunächst diente er als Adelsresidenz der Familie Di Nocera und wurde dann Sitz der ersten Genossenschaftsbank Süditaliens. Er ist das älteste Beispiel klassizistischer Architektur im Viertel.

## Geschichte

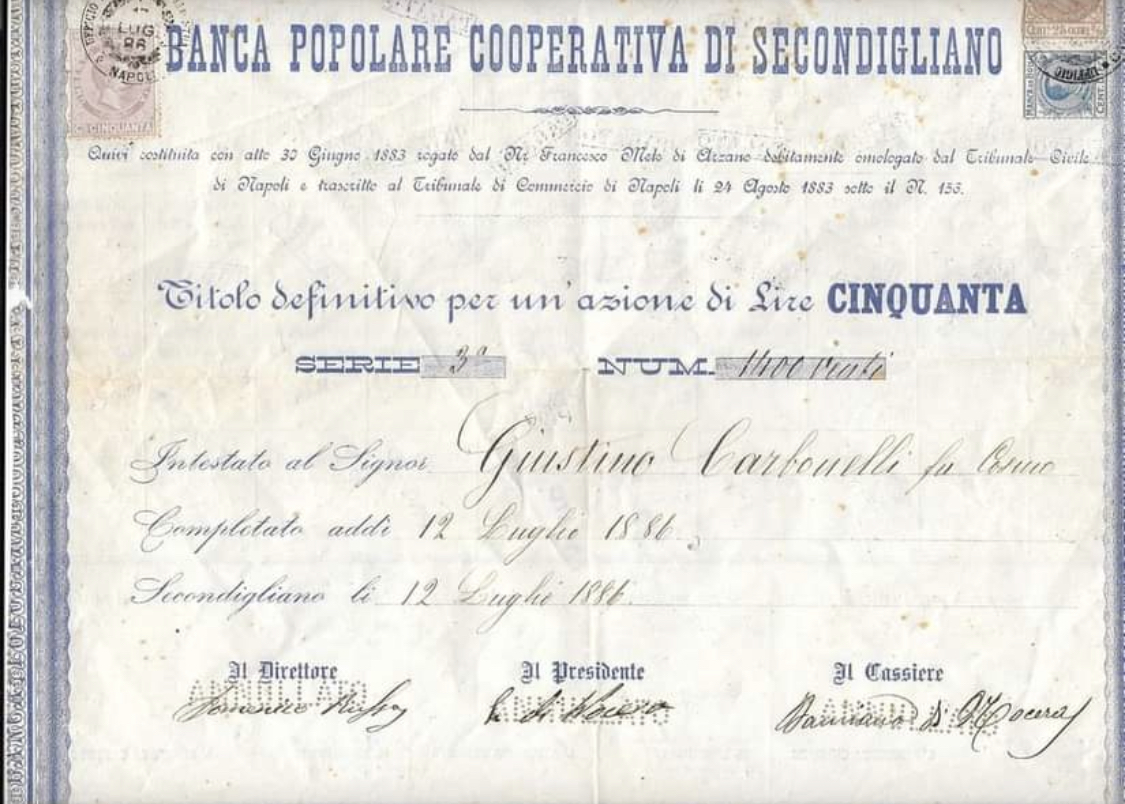
Eine Aktie der Banca Populare von Secondigliano mit der Unterschrift des Präsidenten Luigi di Nocera

Das wirtschaftliche Wachstum von Secondigliano im 19. Jahrhundert, das vor allen Dingen zahlreichen dort ansässigen Firmen in Zusammenhang mit der zweiten industriellen Revolution geschuldet war, führte zu einer signifikanten Zunahme der Bautätigkeit am Corso Napoli, der später in Corso Umberto I und schließlich in Corso Secondigliano umbenannt wurde. Dabei wurden bevorzugt wertvolle, klassizistische Paläste und solche der Neurenaissance mit Gärten, Statuen und Brunnen errichtet. Das erste dieser Gebäude, das in der Zeit des Königs Umberto I. eingeweiht wurde, war der Palazzo di Nocera, gefolgt vom Palazzo Argenta, dem Palazzo Capasso-Visconti, der Villa Alfieri (früher Villa Capasso) und den Palästen der Barone Carbonelli di Letino, die in den 20 Jahren zwischen 1880 und 1900 erbaut wurden.
Der Palast wurde 1870 im Auftrag der Grafen Di Nocera für Wohnzwecke erbaut und war ab 1883 Sitz der Genossenschaftsbank von Secondigliano, einem Kreditinstitut, das von der Familie gegründet und drei Generationen lang verwaltet wurde. Nach der Fusion mit der Banca di Credito Popolare im Jahre 1971 wurde der damalige Sitz der Genossenschaftsbank zu einer Filiale der letztgenannten Bank.

## Beschreibung
Die Fassade, die durch die vierzehn mit Stuck dekorierten Fenster unterteilt ist, erhebt sich über fünf Stockwerke einschließlich Erdgeschoss. Das Erdgeschoss ist mit grauem Bossenwerk verkleidet, das als ornamentales Motiv, auch für das monumentale Eingangsportal, fungiert. Über diesem Portal liegt der Balkon des zweiten Obergeschosses. Das Erdgeschoss und die beiden ersten Obergeschosse sind durch Gesimse voneinander getrennt und haben Fenster mit Balkonen, die mit rechteckigen Tympana verziert sind. Das Gebäude zeichnet sich darüber hinaus durch vier Lisenen aus, die an den vier Ecken des Palastes sitzen. Sie verbinden den Bossenwerksockel mit dem Traufgesims im Stile der Neurenaissance, das mit breiten Konsolen und Stäben ausgestattet ist. Darüber erhebt sich das oberste Stockwerk.
Der Innenhof, der mit zwei seitlich angebrachten Brunnen verziert ist, liegt neben den beiden Treppenzügen aus Piperno, deren Konstruktion vom Palazzo Sanfelice inspiriert ist. Der Innenhof hat einen achteckigen Grundriss.